# Affaire des écoutes (Sarkozy)
Affaire Bismuth
Pour les articles homonymes, voir Affaire des écoutes.
Le texte peut changer fréquemment, n’est peut-être pas à jour et peut manquer de recul. 
Le titre et la description de l'acte concerné reposent sur la qualification juridique retenue lors de la rédaction de l'article et peuvent évoluer en même temps que celle-ci.
L'affaire des écoutes, dite aussi affaire Bismuth ou affaire Sarkozy-Azibert, est une affaire judiciaire déclenchée en 2014, dans laquelle Nicolas Sarkozy — qui n'est plus président de la République française au moment des faits — et son avocat Thierry Herzog, sont accusés d’avoir corrompu un magistrat de la Cour de cassation, Gilbert Azibert, pour qu'il les renseigne sur les enquêtes judiciaires en cours les concernant, notamment l'affaire Woerth-Bettencourt.
En 2014, les écoutes judiciaires décidées dans le cadre de l’enquête sur les soupçons de financement libyen de sa campagne présidentielle de 2007 révèlent la tenue de conversations entre Nicolas Sarkozy et son avocat Thierry Herzog sur des téléphones mobiles enregistrés sous de faux noms ; Thierry Herzog a ouvert une ligne pour Nicolas Sarkozy au nom de Paul Bismuth, dans l'espoir de déjouer la surveillance de la police.
Après dix ans de procédures, Nicolas Sarkozy, Thierry Herzog et Gilbert Azibert sont définitivement condamnés en 2024, les peines prononcées sont pour Nicolas Sarkozy de trois ans de prison dont un ferme avec détention à domicile sous bracelet électronique et trois ans de privation des droits civiques ; Thierry Herzog, la même peine assortie de trois ans d'interdiction d’exercer son métier ; et Gilbert Azibert, trois ans de prison dont un ferme.

## Contexte
Nicolas Sarkozy est un homme politique, président de la République française entre mai 2007 et mai 2012. Impliqué dans plusieurs affaires, il est défendu par son ami de trente ans Thierry Herzog. Retiré de la vie politique en 2012, il fait son retour lors du congrès de l'UMP de 2014, avant de s’incliner à la primaire de la droite et du centre de 2016.
Gilbert Azibert est un haut magistrat. Réputé proche de la droite, il a exercé, lorsque celle-ci est au pouvoir, les fonctions de directeur de l'Administration pénitentiaire, directeur de l’École nationale de la magistrature et secrétaire général du ministère de la Justice. Il est premier avocat général à la Cour de cassation depuis 2010, une fonction qu’il exerce jusqu’en juillet 2014.
Le 13 avril 2013, une information judiciaire pour corruption est ouverte à Paris. Confiée aux juges Serge Tournaire et René Grouman, elle vise un éventuel soutien financier de la Libye à la campagne présidentielle de Nicolas Sarkozy en 2007. Nicolas Sarkozy est mis sous écoutes judiciaires sur son téléphone principal.
Le 10 janvier 2014, les écoutes sont renouvelées ; comme cela est prévu par la procédure, le bâtonnier de Paris en est informé. Le même jour — « coïncidence troublante » selon les juges —, l’ancien président et son avocat semblent comprendre qu’ils sont écoutés, et Thierry Herzog achète à Nice deux cartes SIM prépayées au nom de Paul Bismuth. Ce nom est celui d’un ancien camarade de lycée de Thierry Herzog,.
Dans le même temps, la Cour de cassation doit dire si la saisie des agendas privés et officiels de Nicolas Sarkozy, au cours de l'enquête Bettencourt, était licite ou non. Ces agendas intéressent les juges pour plusieurs autres affaires dont celle concernant l’arbitrage Tapie - Crédit lyonnais.

## Accusations

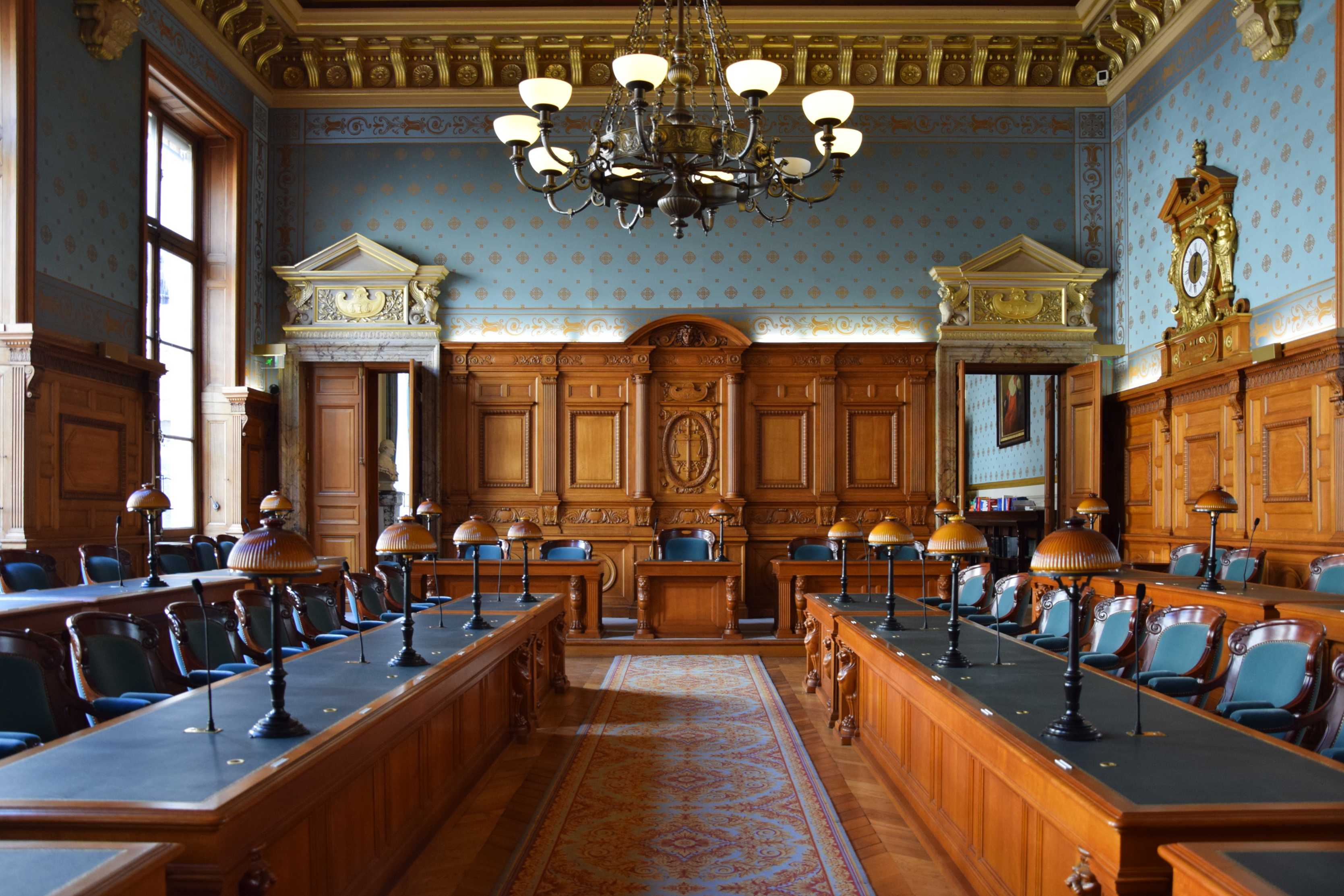
La chambre criminelle de la Cour de cassation française.

Du 28 janvier au 11 février 2014, Gilbert Azibert serait celui qui permet à Nicolas Sarkozy et son avocat Thierry Herzog de connaître l'état des débats au sein de la Cour de cassation dans l'affaire Bettencourt. Bien que ne faisant pas partie de la chambre criminelle, il glane les réquisitions du parquet général et le mémoire du rapporteur pour informer l’avocat que la décision lui sera favorable. Selon une des discussions écoutées, il prend rendez-vous avec un conseiller pour « bien lui expliquer ce qu’il faudrait »,. Le 11 mars 2014, le pourvoi de l’ancien président est rejeté.
Gilbert Azibert postule à un poste de conseiller à la Cour de révision de Monaco. Le Figaro remarque que ce poste, basé à Paris, est peu rémunérateur : de 2 000 à 4 000 euros/an. Gilbert Azibert montre son intérêt dès janvier 2013, mais sa candidature est écartée dès décembre 2013. Le 5 février 2014, Thierry Herzog évoque ce poste lors d’une discussion avec Nicolas Sarkozy sur sa ligne « secrète », et l’ancien président répond « Je l’aiderai ». Le 24 février 2014, Nicolas Sarkozy se rend à Monaco et déclare à son avocat « Je voulais te dire, pour que tu puisses le dire à Gilbert, que j’ai rendez-vous à midi avec Michel Roger, le ministre d’État de Monaco. » Toutefois lors du rendez-vous, le nom de Gilbert Azibert n’est pas évoqué, probablement parce qu’entre temps, Nicolas Sarkozy et Thierry Herzog ont découvert qu’ils sont écoutés sur la ligne « Paul Bismuth ». Selon la défense, ce déplacement était prévu pour déjeuner avec un journaliste.

## Enquête et mises en examen pour corruption
Le 26 février 2014, le tout nouveau Parquet national financier (PNF) ouvre une information judiciaire pour « trafic d'influence ». Deux juges, Patricia Simon et Claire Thépaut, sont saisies.
Contre l’avis du Conseil supérieur de la magistrature, le 4 mars 2014, le bureau de Gilbert Azibert à la Cour de cassation est perquisitionné,. Gilbert Azibert saisit la justice d'une question prioritaire de constitutionnalité sur la possibilité de saisie, au sein d'une juridiction, de documents couverts par le secret du délibéré : le 4 décembre 2015, le Conseil constitutionnel lui donne raison sur le principe mais rejette l'application de cette décision quant aux affaires antérieures à la décision. La saisie de l’avis du conseiller rapporteur à la Cour de cassation est ultérieurement annulée.
Le 2 juillet 2014, après dix-huit heures de garde à vue, Nicolas Sarkozy est mis en examen pour « corruption active », « trafic d'influence » et « recel de violation du secret professionnel », à l'instar des décisions prises précédemment à l'encontre de Thierry Herzog et de Gilbert Azibert. Le rapport de synthèse des enquêteurs, signé par la chef de l’Office central de lutte contre la corruption et les infractions financières et fiscales, conclut le même jour que les « conversations enregistrées entre Thierry Herzog, Nicolas Sarkozy et Gilbert Azibert sont claires sur leurs intentions, et leurs propos ne suscitent pas d’interrogation quant à leur volonté et leurs attentes : Gilbert Azibert est sollicité pour obtenir des informations et démarcher des conseillers à la Cour de cassation. En contrepartie, Nicolas Sarkozy accepte de l’aider à obtenir un poste à Monaco. Ces faits sont constitutifs du trafic d'influence, qui rappelons-le, prévoit l’influence réelle ou supposée ».
En octobre 2017, le parquet national financier requiert le renvoi en correctionnelle de Gilbert Azibert, ce qui est fait le 29 mars 2018 par ordonnance de renvoi signée par les juges d’instruction. Le 19 juin 2019, la Cour de cassation rejette, les derniers recours.

## Procès devant le tribunal correctionnel

Le Tribunal de Paris.

Le procès devant la 32e chambre correctionnelle du tribunal judiciaire de Paris, qui devait initialement se tenir en octobre, s’ouvre le 23 novembre 2020. Gilbert Azibert est absent pour cause médicale. Les juges ordonnent une expertise médicale et suspendent l’audience. Le vrai Paul Bismuth se constitue partie civile, avant de se retirer de l’affaire le lendemain.
Les magistrats du parquet national financier Jean-François Bohnert, Jean-Luc Blachon et Céline Guillet requièrent quatre ans de prison, dont deux avec sursis, à l’encontre des trois prévenus, ainsi que cinq années d’interdiction professionnelle, à l’encontre de Thierry Herzog.
Nicolas Sarkozy est défendu par Jacqueline Laffont, épouse et associée de Pierre Haïk, Thierry Herzog est défendu par Hervé Temime.
Le 1er mars 2021, le tribunal reconnaît les trois prévenus coupables de corruption (active pour Nicolas Sarkozy et Thierry Herzog et passive pour Gilbert Azibert) et de trafic d'influence. Ils sont condamnés à trois ans de prison dont deux avec sursis, cumulée à une interdiction d'exercer la profession d'avocat pendant cinq ans pour Thierry Herzog pour violation du secret professionnel,. Le jugement précise que les peines sont aménageables avec une surveillance électronique à domicile.

## Procès devant la cour d'appel
Peu après le jugement rendu, les trois condamnés interjettent appel de la décision. Le Parquet national financier également, ouvrant la possibilité à la Cour d'appel de prononcer une peine plus lourde qu'en première instance.
Le procès devant la cour d'appel de Paris se tient du 5 au 16 décembre 2022.
En appel, le 17 mai 2023, Nicolas Sarkozy est condamné à trois ans de prison dont un ferme sous surveillance électronique et trois ans de privation des droits civiques, Thierry Herzog à la même peine assortie de trois ans d'interdiction d’exercer son métier, et Gilbert Azibert à trois ans de prison dont un ferme,. L'ensemble des défendeurs décident de se pourvoir en cassation.

## Pourvoi en cassation
Parmi les moyens de cassation, les demandeurs évoquent le mécanisme de purge de nullité, utilisé par la cour d'appel mais qui a fait l’objet d’une décision d’inconstitutionnalité dans l’affaire Fillon. Ils demandent aussi d’écarter des débats les transcriptions de conversations téléphoniques interceptées entre eux, car elles porteraient atteintes, notamment, aux droits de la défense.
Le 18 décembre 2024, la Cour de cassation confirme la décision de la cour d’appel,.
Après la décision de la Cour de cassation, Nicolas Sarkozy annonce qu’il saisit la Cour européenne des droits de l'homme.

## Exécution des peines
Nicolas Sarkozy porte le bracelet électronique entre le 7 février 2025 et le 14 mai 2025, date où il bénéficie d’une libération conditionelle en raison de son âge.
Le 5 juin 2025, Nicolas Sarkozy, Gilbert Azibert et Thierry Herzog sont exclus de droit de l’Ordre national de la Légion d'honneur et de l’Ordre national du Mérite.

## «Affaires dans l'affaire»
De l’affaire initiale, plusieurs polémiques ont éclaté, le journal Libération rappelant à ce sujet le « théorème de Charles Pasqua » : « quand on est emmerdé par une affaire, il faut susciter une affaire dans l’affaire, et si nécessaire une autre affaire dans l’affaire de l’affaire, jusqu’à ce que personne n’y comprenne plus rien ».

### Légalité des écoutes
Thierry Herzog dénonce les écoutes judiciaires, qui sont selon lui illégales. Il reçoit le soutien de 3 000 pénalistes pour lesquels l'écoute judiciaire d'un avocat, même sur une ligne détenue sous une fausse identité, constitue une grave atteinte au secret professionnel. Nicolas Sarkozy se plaint alors que « le droit au respect de la vie privée est bafoué par des écoutes téléphoniques » et met en doute l'impartialité d'une partie de la justice, relevant notamment le fait que l'une des juges de l'affaire est membre du Syndicat de la magistrature, classé à gauche de l'échiquier politique. Dans une tribune libre, il compare ces écoutes à celle de la Stasi. Ses propos indignent la gauche et plusieurs spécialistes. Les médias notent que les écoutes ont été autorisées dans le cadre des lois Perben II de 2004 et LOPPSI 2 de 2011, votées alors qu'il était ministre de l'Intérieur puis président,,,. La Cour de cassation valide le principe de ces écoutes en mars 2016. En 2017, l'avocat de Nicolas Sarkozy utilise comme motif de recours tendant à interdire le procès, une jurisprudence de la Cour européenne des droits de l'Homme datant de juin 2016, selon laquelle une retranscription d'écoutes peut être utilisée comme élément à charge contre un avocat, mais pas contre son client. La Cour de cassation rejette l'argument, laissant au tribunal correctionnel le soin de délibérer sur ce point.
Lors du jugement en première instance en mars 2021, le tribunal relève que parmi les 21 retranscriptions d'écoute, deux d'entre elles portaient en effet atteinte au secret professionnel : celles-ci sont rejetées. Les 19 autres sont considérées comme valides puisque « Le contenu des conversations litigieuses ne procède nullement de l’élaboration d’une stratégie de défense ou d’une consultation juridique. Au contraire, au moment de chacune des écoutes, des indices de nature à faire présumer la participation de M. Thierry Herzog à des infractions pénales (infractions de violation du secret professionnel, trafic d’influence, complicité et recel de ces deux infractions) sont relevés sans qu’il soit nécessaire de prendre en considération des éléments postérieurs ou extrinsèques auxdites conversations. »

### Informations remontées au gouvernement
Plusieurs membres du deuxième gouvernement Ayrault sont mis au courant des écoutes de l’ancien président, avant que l’affaire ne soit rendue publique. La garde des Sceaux Christiane Taubira déclare en mars 2014 qu’elle n’avait pas d’information, ce qui s’est révélé faux.

### Recherche des informateurs

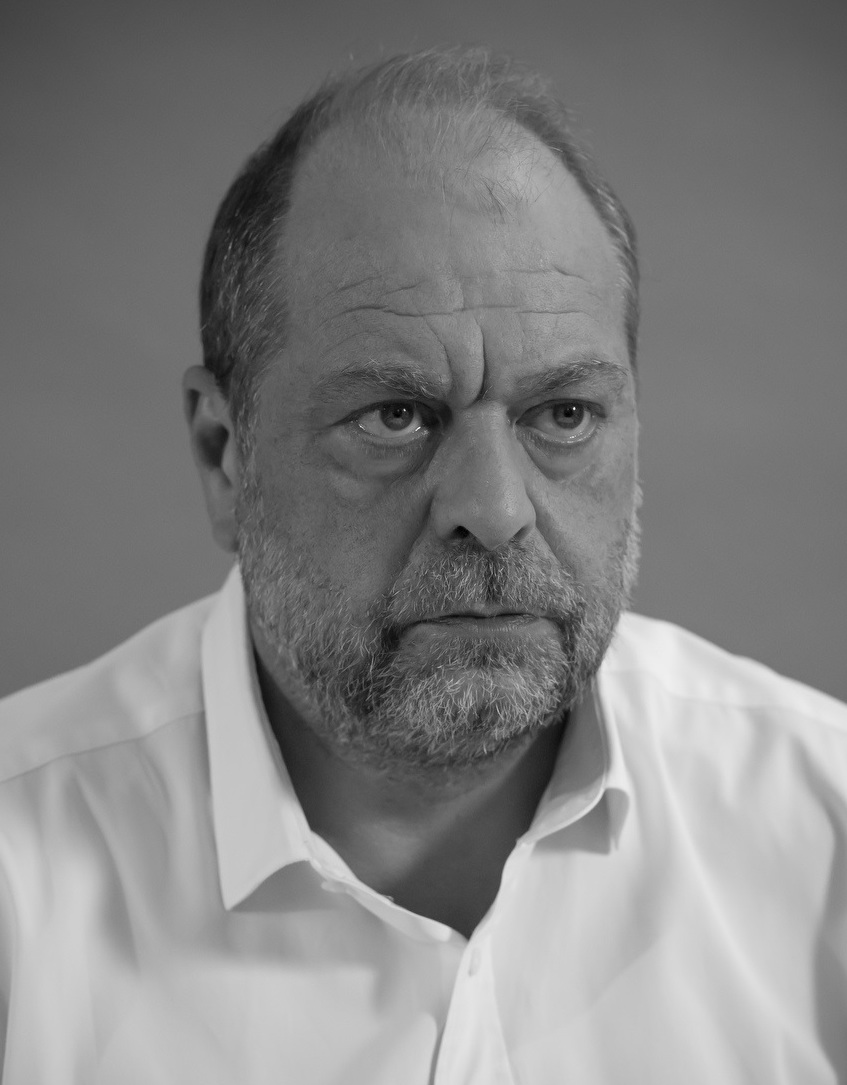
Éric Dupond-Moretti en 2017.

L’information judiciaire ouverte en février 2014 par les juges Claire Thépaut et Patricia Simon comporte un volet de violation du secret de l’instruction puisque Nicolas Sarkozy est présumé savoir que sa ligne principale était écoutée. Ce volet se conclut par un non-lieu.
Le 3 mars 2014, une enquête préliminaire est ouverte par le PNF, exclusivement sur les faits de violation du secret de l’instruction. Elle a pour objectif de débusquer une « taupe » au sein de l’appareil judiciaire, soupçonnée d’avoir prévenu Nicolas Sarkozy et son avocat Thierry Herzog que leur ligne « secrète » était surveillée. Les magistrats demandent aussi les « fadettes » (factures détaillées) d’une soixantaine de lignes téléphoniques, dont vingt ont finalement été retranscrites en procédure. Au total, pas moins de onze avocats ont vu leurs factures téléphoniques épluchées,.
Cette enquête ne sera révélée, par Le Point, qu’en juin 2020. L’avocat Éric Dupond-Moretti, dont les factures détaillées ont été disséquées, annonce vouloir porter « plainte » contre ces « méthodes de barbouzes »
En septembre 2020, après la remise d’un rapport de l’Inspection générale de la Justice qui ne trouve aucune illégalité ni faute grave, Éric Dupond-Moretti, devenu entretemps ministre de la Justice du gouvernement Jean Castex, ordonne une enquête administrative contre trois magistrats du parquet national financier pour de possibles manquements, au risque d'être en conflit d'intérêts. Cette décision est à l’origine d’une enquête puis d’un procès à la Cour de justice de la République dans laquelle le ministre est mis en examen avant d’être relaxé,.
Après l’enquête administrative, le Premier ministre, qui a repris ce dossier, saisit le Conseil supérieur de la magistrature des manquements potentiels de la part des trois magistrats. Le Conseil estime que la demande n’est pas recevable,. Le lendemain de cette décision, le Premier ministre procède à une nouvelle saisine de l'institution à l'égard de deux des trois magistrats, dont Patrice Amar, alors chargé de l'enquête, et son ancienne supérieure, l’ancienne cheffe du PNF Éliane Houlette, en modifiant le fondement juridique,. En octobre 2022, le CSM conclut que les deux magistrats n’ont « commis aucune faute disciplinaire », et la première ministre, Élisabeth Borne, à qui revenait la décision finale, met fin aux poursuites disciplinaires.
Dans le projet de loi pour la confiance dans l’institution judiciaire, déposé en avril 2021 par Éric Dupond-Moretti, il est proposé d'encadrer la durée des enquêtes préliminaires et de limiter le recours aux écoutes des avocats,,.
Les avocats écoutés assignent devant la première chambre civile du tribunal judiciaire de Paris l’agent judiciaire de l’Etat et demande 50 000 € en réparation d’un dysfonctionnement du service public de la justice. Ils sont déboutés en novembre 2021 et en appel en avril 2023.

## Documents judiciaires
- « Sarkozy condamné: 254 pages de jugement face au vide de la com’ », sur Mediapart, 4 mars 2021 (consulté le 28 décembre 2024)
- Cour de cassation, chambre criminelle, « N° M 23-83.178 FS-B ; N° 01482 », sur www.courdecassation.fr, 18 décembre 2024 (consulté le 28 décembre 2024)